# Lutzomyia marinkellei
Lutzomyia marinkellei är en tvåvingeart som beskrevs av Young D. G. 1979. Lutzomyia marinkellei ingår i släktet Lutzomyia och familjen fjärilsmyggor. Inga underarter finns listade i Catalogue of Life.